# D'Autray
D'Autray est une municipalité régionale de comté (MRC) du Québec (Canada), dans la région de Lanaudière. Son chef-lieu est Berthierville.

## Géographie

### Municipalités
| Nom                          | Statut                   | Population 2021 | Superficie (km2) | Densité (h/km2) | Ref |
| ---------------------------- | ------------------------ | --------------- | ---------------- | --------------- | --- |
| Berthierville                | Ville                    | 4 386           | 6,89             | 636,57          |     |
| La Visitation-de-l'Île-Dupas | Municipalité             | 684             | 30,6             | 22,35           |     |
| Lanoraie                     | Municipalité             | 5 134           | 103,08           | 49,81           |     |
| Lavaltrie                    | Ville                    | 14 425          | 68,39            | 210,92          |     |
| Mandeville                   | Municipalité             | 2 363           | 322,73           | 7,32            |     |
| Saint-Barthélemy             | Municipalité de paroisse | 2 087           | 105,7            | 19,74           |     |
| Saint-Cléophas-de-Brandon    | Municipalité             | 254             | 15,34            | 16,56           |     |
| Saint-Cuthbert               | Municipalité             | 1 821           | 132,28           | 13,77           |     |
| Saint-Didace                 | Municipalité de paroisse | 688             | 100,5            | 6,85            |     |
| Saint-Gabriel                | Ville                    | 2 803           | 2,83             | 990,46          |     |
| Saint-Gabriel-de-Brandon     | Municipalité             | 2 684           | 99,44            | 26,99           |     |
| Saint-Ignace-de-Loyola       | Municipalité             | 2 048           | 36,16            | 56,64           |     |
| Saint-Norbert                | Municipalité de paroisse | 1 060           | 74,78            | 14,17           |     |
| Sainte-Geneviève-de-Berthier | Municipalité             | 2 253           | 67,62            | 33,32           |     |
| Sainte-Élisabeth             | Municipalité             | 1 390           | 82,96            | 16,76           |     |
| Total                        | Total                    | 44 080          | 1 249,3          | 35,28           |     |

## Administration

Localisation dans le Québec

| Période                                  | Période  | Identité          | Étiquette              | Qualité |
| ---------------------------------------- | -------- | ----------------- | ---------------------- | ------- |
| 2001                                     | 2005     | François Benjamin | Maire de Mandeville    | N/A     |
| 2005                                     | 2019     | Gaétan Gravel     | Maire de Saint-Gabriel |         |
| 2019                                     | 2021     | Yves Germain      | Maire de Saint-Didace  |         |
| 2021                                     | En cours | Christian Goulet  | Maire de Lavaltrie     |         |
| Les données manquantes sont à compléter. |          |                   |                        |         |

## Démographie
| 1986   | 1991   | 1996   | 2001   | 2006   | 2011   | 2016   | 2021   |
| ------ | ------ | ------ | ------ | ------ | ------ | ------ | ------ |
| 30 135 | 32 979 | 37 553 | 38 347 | 40 321 | 41 650 | 42 189 | 44 080 |